# Fall River Pump House and Catchment Basin
 (juillet 2020).
La Fall River Pump House and Catchment Basin est une petite station de pompage américaine située dans le comté de Larimer, dans le Colorado. Protégé au sein du parc national de Rocky Mountain, cet édicule construit en 1938 dans le style rustique du National Park Service est inscrit au Registre national des lieux historiques depuis le 30 août 2006.